# Explosive rat
Explosive rat (v překladu výbušná krysa, též rat bomb, krysí bomba) byla explozivní zbraň použitá v druhé světové válce. Vynalezlo ji v roce 1941 Oddělení pro zvláštní operace (SOE) britské zpravodajské služby MI6. Jednalo se o krysí mršiny naplněné plastickou trhavinou.

## Vývoj
Během druhé světové války si britské Oddělení pro zvláštní operace objednalo stovku krys pro laboratorní experimenty. Dodavatel z Londýna byl přesvědčen, že jde o zakázku pro Londýnskou univerzitu. Krysy byly usmrceny a do jejich mršin byla zašita plastická trhavina spolu s „časovací tužkou“ (Pencil Time Fuse).
Podle plánu MI6 měly být krysy rozmístěny v německých kotelnách. Předpokládalo se, že topiči se jich pokusí zbavit tím, že zdechlinu vhodí do kotle: výsledný žár by pak přivedl trhavinu k explozi. Do krysy se vešlo jen málo trhaviny, proražení vysokotlakého parního kotle by ale mohlo vést ke zničujícímu výbuchu. Díky tužce mohly být krysy navíc odpáleny též časovačem.

## Nasazení
Tato teorie nemohla být v praxi ověřena, protože hned první zásilku krys naplněných trhavinou Němci zadrželi a tajemství bylo prozrazeno. Byli ale tímto nápadem natolik fascinováni, že krysy předváděli na všech svých vojenských školách a rozjeli pátrání po dalších podobných transportech „výbušných krys“. Podle SOE byla tak tato operace nakonec úspěšná, neboť „způsobené potíže byly mnohem větší, než kdyby byly krysy použity tak, jak bylo původně zamýšleno“.